# Abbaye de Benediktbeuern
L’abbaye de Benediktbeuern (en allemand : Kloster Benediktbeuern) est une ancienne abbaye bénédictine située sur la commune de Benediktbeuern en Bavière, dans le diocèse d'Augsbourg. Elle abrite aujourd’hui une communauté de Salésiens de Don Bosco et leur grand séminaire.

## Situation
L'abbaye s'élève à l'ouest de Benediktbeuern dans un environnement de prés et de bois, à 55 km au sud-ouest du centre de Munich.

## Histoire

### Les Bénédictins
L’abbaye bénédictine de Buron (Benediktbeuern) a très vraisemblablement été fondée dans les années 725/728 par Charles Martel qui, au cours de deux campagnes en Bavière aurait voulu disposer d’un point d’appui à un endroit stratégique, non loin de Kochel afin de contrôler la route de Rome. Il y a installé un vassal laïc, fiable et de haute noblesse, l’Alaman Lantfrid, de la famille des Huosi (de). Vers 739/740 l’établissement primitivement dédié aux saints Jacques et Benoît, est devenu une abbaye bénédictine. L’archevêque saint Boniface a consacré la première église abbatiale et en a sacré Lantfrid abbé. L’abbaye possédait une école et un scriptorium dont témoignent de nombreux codex des VIIIe et IXe siècles. Détruit par les Hongrois, un couvent de femmes qui avait été fondé au IXe siècle non loin, à Kochel, est transféré en 908 (au plus tard en 955) dans la partie nord de l’abbaye, où il reste jusqu’au XIVe siècle. La destruction de l’abbaye de Benediktbeuren par les Hongrois en 955 a entraîné la disparition de l’école carolingienne.
Reconstruite par les soins de l’évêque Ulrich d'Augsbourg (923-973), l’abbaye a été repeuplée en 1031 par des Bénédictins provenant de l’abbaye de Tegernsee. L’école connaît alors un grand développement sous l’abbatiat de Gothelm. Vers 1200 l’abbaye possède des jardins de simples médicinales et en 1273 y a lieu la première procession de la Fête-Dieu (Fronleichnamsprozession) en Bavière.. Avec ses quelque 250 manuscrits la bibliothèque de l’abbaye couvrait alors tous les domaines de l’enseignement des Arts libéraux. Autour de 1530-1540, le P. Antonius Funda approfondit l’étude de l’histoire de l’abbaye où étaient alors enseignées la théologie, la philosophie et les sciences naturelles. Après la Guerre de Trente Ans, l’abbaye avait été reconstruite dans son actuelle architecture baroque tandis que l’église abbatiale Saint-Benoît était rebâtie en 1672. Supprimé pendant le conflit, le collège a rouvert en 1689, donnant alors priorité à l’enseignement des langues, de la musique, des mathématiques et de la botanique.
1698 voit l’ouverture d’un établissement d’enseignement supérieur (commune studium) dans l’aile nord des bâtiments. En 1700, Karl Meichelbeck OSB (1669-1734) est le premier, en Allemagne du Sud, à y employer la méthode historique de critique des sources. Il est connu comme auteur d’une Historia Frisingensis (Histoire du diocèse de Freising), du Chronicon Benedictoburanum (Histoire de l’abbaye de Benediktbeuren) ainsi qu’en 1710 d’un ouvrage hagiographique consacré à Anastasie d'Illyrie dans lequel il raconte ce qu’on appelle communément le miracle du lac de Kochel grâce auquel, durant la Guerre de Succession d'Espagne, l’abbaye aurait été sauvée le jour de la fête de  sainte Anastasie, le 28 janvier 1704. De 1751 à 1753, on élève au nord-est de l’église abbatiale une chapelle en l’honneur de la sainte. Le bâtiment qui abritait la bibliothèque avait été construit en 1722.

### 1803: la sécularisation
L’abbaye est supprimée en 1803 à la suite de la sécularisation intervenue en Bavière. C'est à cette époque qu'est découvert le recueil des Carmina Burana, une collection de chansons de goliards datant du XIIIe siècle. Également appelé Codex Buranus, le manuscrit est aujourd’hui conservé  à la Bibliothèque nationale de Bavière, ainsi qu’un grand nombre d’écrits, tant manuscrits qu’imprimés, qui ont également été transférés à Munich. L’ancien autel majeur de l’abbatiale, de facture néoclassique, se trouve aujourd’hui à l'église Sainte-Madeleine de Leutasch, construite en 1820/21.
La justice seigneuriale de l’abbaye est elle aussi supprimée et ses compétences sont réparties entre les tribunaux des districts de Bad Tölz et de Weilheim.
Dispersés, les anciens moines ont rejoint diverses universités : Aegidius Jais OSB est devenu professeur de pastorale à Salzbourg, Sebastian Mall (de) orientaliste à Landshut et Florian Meilinger, professeur de mathématiques à Munich.
Au cours des temps, les biens qui avaient appartenu à l’abbaye sont passés entre les mains de divers acquéreurs privés. Ainsi, sous le régime nazi, le château d’Aspenstein à Kochel a-t-il appartenu à Baldur von Schirach, responsable des jeunesses hitlériennes auprès du NSDAP. Depuis 1968, il est la propriété de l’Académie Georg von Vollmar qui y propose des séminaires de formation politique en coopération avec la Fondation Friedrich-Ebert.
Du fait de la sécularisation, l’ancienne église abbatiale est maintenant l’église paroissiale Saint-Benoît de Benediktbeuren, érigée en basilique mineure.

### L’abbaye de 1803 à 1930
Sécularisée, l’abbaye a été acquise par Joseph von Utzschneider (de). Joseph von Fraunhofer y a installé en 1805 une verrerie où il a, entre autres choses, développé le verre flint exempt d‘ondulations ou de stries. Il y a également découvert les raies de Fraunhofer, à la base du développement de la spectroscopie. En 1818, l’abbaye a été acquise par l’ État de Bavière qui, jusqu’en 1921, y a fait fonctionner un centre militaire de dressage de poulains (dépôt de remonte), une caserne, un asile d’invalides, un centre de convalescence pour soldats, une prison et après 1921 une ferme d’ État. L’ancienne brasserie abbatiale a été fermée en 1925.

### Les Salésiens
Depuis 1930, les bâtiments de l’abbaye abritent de nouveau une congrégation de Salésiens de Don Bosco.

#### Philosophie et théologie
En 1931, les Salésiens ont fondé à Benediktbeuren un collège de théologie (« Theologische Studienanstalt ») à l’usage des membres de la congrégation, collège dont est issue l’Université de philosophie et de théologie (« Philosophisch-Theologische Hochschule » ou PTH Benediktbeuren). Le R.P. Theodor Hartz dirige l'établissement en 1938-1940. En 1941, la Wehrmacht y a installé une école de formation de trésoriers. Mais les Salésiens ont pu reprendre possession des bâtiments en 1946. Reconnue en 1981 comme établissement privé d’enseignement supérieur, l’Université a perduré jusqu’en 2014, année où elle a cédé la place à un institut catholique de pédagogie de la religion.
L'église abbatiale a été élevée au rang de basilique mineure en 1972.

#### Pédagogie sociale
En 1967 s’est ouvert ce qui était à l’origine un séminaire de formation d’animateurs pour la jeunesse qui, après diverses mutations, a intégré l’Université catholique de Munich (Katholische Stiftungshochschule München ou KSH). L’accent y est mis sur la pédagogie de l’environnement et de la culture (Umwelt- und Kulturpädagogik).

#### Institut de pastorale pour la jeunesse
En 1978 a été ouvert un centre de formation aux professions d’aide à l’enfance et à la jeunesse.

#### Auberge de jeunesse, Centre d’action et Centre pour l’environnement et la culture
Une auberge de jeunesse, affiliée à la fédération allemande des auberges de jeunesse, existe depuis très longtemps dans l’ancienne abbaye. Elle est spécialisée dans l’accueil de groupes scolaires, les excursions et les randonnées.
Au milieu des années 1970 s’est ouvert le Centre d’action (Aktionszentrum Benediktbeuren) qui se consacre à ses stages d’orientation pour les scolaires et des actions ouvertes aux jeunes, y compris jeunes adultes.

#### Fondations
En 2001 ont été créées deux fondations dépendant du Centre des fondations salésiennes (Don-Bosco-Stifungszentrum).

#### Musées et collections
La verrerie de Joseph von Fraunhofer est maintenant transformée en musée. Le visiteur peut y voir les fours, des instruments optiques, d’autres outils et il peut s’y informer sur les techniques de la fabrication du verre à l’époque de Joseph von Fraunhofer.
L’abbaye abrite en outre le Centre de costumes traditionnels du District de Haute-Bavière qui développe ses compétences en matière d’histoire du vêtement, mais dont l’accès public est actuellement réduit.

#### Fraunhofer-Gesellschaft
L’institut de recherche Fraunhofer-Gesellschaft y a « établi son Centre pour la réhabilitation énergétique de l’habitat ancien et la conservation du patrimoine. Les recherches de l’institut portent entre autres choses sur la manière d'apporter une isolation thermique optimale tout en conciliant réhabilitation de l’habitat ancien et conservation du patrimoine.

## Sources
- (de) Cet article est partiellement ou en totalité issu de l’article de Wikipédia en allemand intitulé « Kloster Benediktbeuern » (voir la liste des auteurs).